# Seal Island, Anguilla
Seal Island är en obebodd ö i Anguilla. Den ligger nordväst om huvudön Anguilla, 11 kilometer nordväst om huvudstaden The Valley.